# Allan Degerman
Allan Degerman, född 1 mars 1901 i Slite, Othems församling, Gotlands län, död 8 mars 1980 i Uppsala, var en svensk folkhögskolepedagog, rektor och författare.

## Biografi
Degerman var son till grosshandlaren Frans Degerman (1860–1926) och Hilda Löfvenberg  samt bror till köpmannen Yngve Degerman (född 1910), direktören Erik Degerman (1900–1952) och Harald Degerman (1906–1909). Han avlade studentexamen i Visby 1920 och fil. kand. i Uppsala 1923. Degerman var rektor vid Viskadalens folkhögskola 1926–1933, Nordiska folkhögskolan i Genève 1931, och var lärare vid folkhögskolan i Molkom 1933–1937, Mora 1943, rektor vid Åsa folkhögskola 1945–1966 samt folkhögskoleinspektör 1952–1956. Degerman blev fil. hedersdoktor vid Linköpings universitet 1975.
Degermans främsta pedagogiska insatser var införandet av studium av internationella frågor vid folkhögskolorna och han gav ut läroböcker i allmän historia. Han var även engagerad i fredsrörelsen och förde Unescos och den moderna fredsrörelsens talan. Degerman var huvudredaktör för jubileumsverket Svensk folkhögskola 100 år (1968), där han i del två skrev folkhögskolans idéhistoria.
Degerman översatte den danske rättsteoretikern Alf Ross' bok Varför demokrati? från 1946 till svenska 1948 (Tidens förlag). Den har senare återutgivits i nya upplagor. Den senaste kom 2003 med en efterskrift av Karl-Göran Algotsson (Santérus förlag).
Degerman gifte sig 1926 med sjuksköterskan Anna Falck (1898–1990), dotter till direktör Knut Falck och Augusta Ruhnberg. Makarna Degerman är begravda på Östra kyrkogården i Visby.